# 차하르부
차하르(중국어 간체자: 察哈尔, 몽골어: ᠴᠠᠬᠠᠷ Čahar)는 몽골의 동부 좌현의 부족이었다. 몽골제국 때는 지배계층인 할하 민족에 종속되어 있었다.
1635년, 신흥하는 만주족의 청나라 멸망하여 복속되었다. 후에 삼번의 난에 즈음하여 반란을 기도했으나, 청나라는 차하르부의 명칭은 그대로 두면서 청조 직할부로서 통치하여 청말에 이르렀다.  할하와 차하르는 원래 같은 몽골족 계통에서 나뉘어졌다. 현재는 중국 내몽고 지방에 살고 있으며 중국 국적을 가지고 있다. 청나라 때는 역병 등으로 인해 많은 몽골인들이 사망하여 할하, 차하르 합쳐서 몽골인의 전체 인구는 대략 123만명도 되지 못했다. 1980년에 몽골 공화국의 할하 민족의 인구는 대략 200만명이였고 한족과 혼혈이 많은 차하르는 300만명 정도였다. 하지만 근대에 들어 민족 보존 운동이 일어나 내몽고 지역의 한족들 또한 혜택을 위해 몽골족으로 변경을 하여 현재 인구는 대략 600만명으로 늘었다.

## 같이 보기
- 차하얼 성
- 시린골 멍